# Вила Милана (Виченца)
Вила Милана је насеље у Италији у округу Виченца, региону Венето.
Према процени из 2011. у насељу је живело 121 становника. Насеље се налази на надморској висини од 44 м.